# Asperula rupicola
Asperula rupicola là một loài thực vật có hoa trong họ Thiến thảo. Loài này được Jord. mô tả khoa học đầu tiên năm 1852.